# Price (cratère)
Pour les articles homonymes, voir Price.
Price est un cratère d'impact à la surface de Mercure. 
Le cratère a ainsi été nommé par l'Union astronomique internationale le 7 février 2025 en hommage à la compositrice et musicienne américaine Florence Price (1887-1953).
Son diamètre est de 38 km. Il se situe dans le Quadrangle de Derain (quadrangle H-10) de Mercure.